# Лячі (стадіон)
Стадіон Лачі (алб. Stadiumi Laçi) — багатофункціональний стадіон у Лачі, Албанія. Він використовується переважно для футбольних матчів і приймає домашні ігри «Лачі» з Суперліги Албанії. Зараз стадіон офіційно розрахований на 8000 місць.

## Реконструкція
Після вражаючого сезону 2009—2010 років «Лачі» вирішив реконструювати стадіон, щоб відповідати ліцензійним критеріям УЄФА на проведення домашнього матчу Ліги Європи на власному стадіоні. Три трибуни, що оточують поле, були відремонтовані, і було встановлено близько 2300 синіх пластикових сидінь, щоб перетворити стадіон на трибуни для всіх глядачів. Реконструкція стадіону не була завершена вчасно до європейського дебюту «Лачі», і їм довелося грати проти білоруського «Дніпра» (Могильов) на стадіоні «Ніко Дована» в Дурресі. Нещодавно відремонтований стадіон був урочисто відкритий у домашній грі проти «Шкумбіні» 30 серпня 2010 року перед 1500 глядачами, де КФ Лачі переміг з рахунком 2–0.
Влітку 2015 року на стадіоні вперше з 2006 року було замінено газон, а на решті території стадіону проведено невеликий косметичний ремонт.